# Отношения Франции и Экваториальной Гвинеи
Отношения Франции и Экваториальной Гвинеи касаются дипломатических отношений между Республикой Экваториальная Гвинея и Францией.

## История
Экваториальная Гвинея начала развивать свои связи с Францией в начале 1980-х годов под руководством президента Теодоро Обианга Нгемы Мбасого. Страна имеет прочные экономические связи с Францией из-за её относительно дешёвой нефти и того, что она является самой богатой страной в Африке.
После периода интенсификации отношений экономические отношения с Францией в 2016 году замедлились. Однако Франция остаётся важным торговым партнёром Экваториальной Гвинеи, и около 40 французских компаний работают за пределами страны. Впечатляющее число, учитывая небольшой размер страны и то, что она является африканской страной в бедном районе. Франция реализует различные проекты во Французской Гвинее, направленные на улучшение качества жизни, и является первой страной в мире, которая сделала это в Экваториальной Гвинее.

## Дипломатические представительства
- Франция представлена в Экваториальной Гвинее на уровне посольств через официальное посольство, которое она имеет в Малабо[1].
- Экваториальная Гвинея представлена во Франции на уровне посольств через официальное посольство, которое она имеет в Париже[2].